# FDFT1
FDFT1 (англ. Farnesyl-diphosphate farnesyltransferase 1) – білок, який кодується однойменним геном, розташованим у людей на короткому плечі 8-ї хромосоми. Довжина поліпептидного ланцюга білка становить 417 амінокислот, а молекулярна маса — 48 115.
| 10         |  | 20         |  | 30         |  | 40         |  | 50         |
| ---------- |  | ---------- |  | ---------- |  | ---------- |  | ---------- |
| MEFVKCLGHP |  | EEFYNLVRFR |  | IGGKRKVMPK |  | MDQDSLSSSL |  | KTCYKYLNQT |
| SRSFAAVIQA |  | LDGEMRNAVC |  | IFYLVLRALD |  | TLEDDMTISV |  | EKKVPLLHNF |
| HSFLYQPDWR |  | FMESKEKDRQ |  | VLEDFPTISL |  | EFRNLAEKYQ |  | TVIADICRRM |
| GIGMAEFLDK |  | HVTSEQEWDK |  | YCHYVAGLVG |  | IGLSRLFSAS |  | EFEDPLVGED |
| TERANSMGLF |  | LQKTNIIRDY |  | LEDQQGGREF |  | WPQEVWSRYV |  | KKLGDFAKPE |
| NIDLAVQCLN |  | ELITNALHHI |  | PDVITYLSRL |  | RNQSVFNFCA |  | IPQVMAIATL |
| AACYNNQQVF |  | KGAVKIRKGQ |  | AVTLMMDATN |  | MPAVKAIIYQ |  | YMEEIYHRIP |
| DSDPSSSKTR |  | QIISTIRTQN |  | LPNCQLISRS |  | HYSPIYLSFV |  | MLLAALSWQY |
| LTTLSQVTED |  | YVQTGEH    |  |            |  |            |  |            |

A: Аланін

C: Цистеїн

D: Аспарагінова кислота

E: Глутамінова кислота

F: Фенілаланін

G: Гліцин

H: Гістидин

I: Ізолейцин

K: Лізин

L: Лейцин

M: Метіонін

N: Аспарагін

P: Пролін

Q: Глутамін

R: Аргінін

S: Серин

T: Треонін

V: Валін

W: Триптофан

Кодований геном білок за функціями належить до оксидоредуктаз, трансфераз. 
Задіяний у таких біологічних процесах, як метаболізм ліпідів, метаболізм холестеролу, метаболізм стероїдів, метаболізм стеролів, біосинтез ліпідів, біосинтез холестеролу, біосинтез стероїдів, біосинтез стеролів, альтернативний сплайсинг. 
Білок має сайт для зв'язування з іоном магнію, НАДФ. 
Локалізований у мембрані, ендоплазматичному ретикулумі.